# Johann-Tönjes Cassens

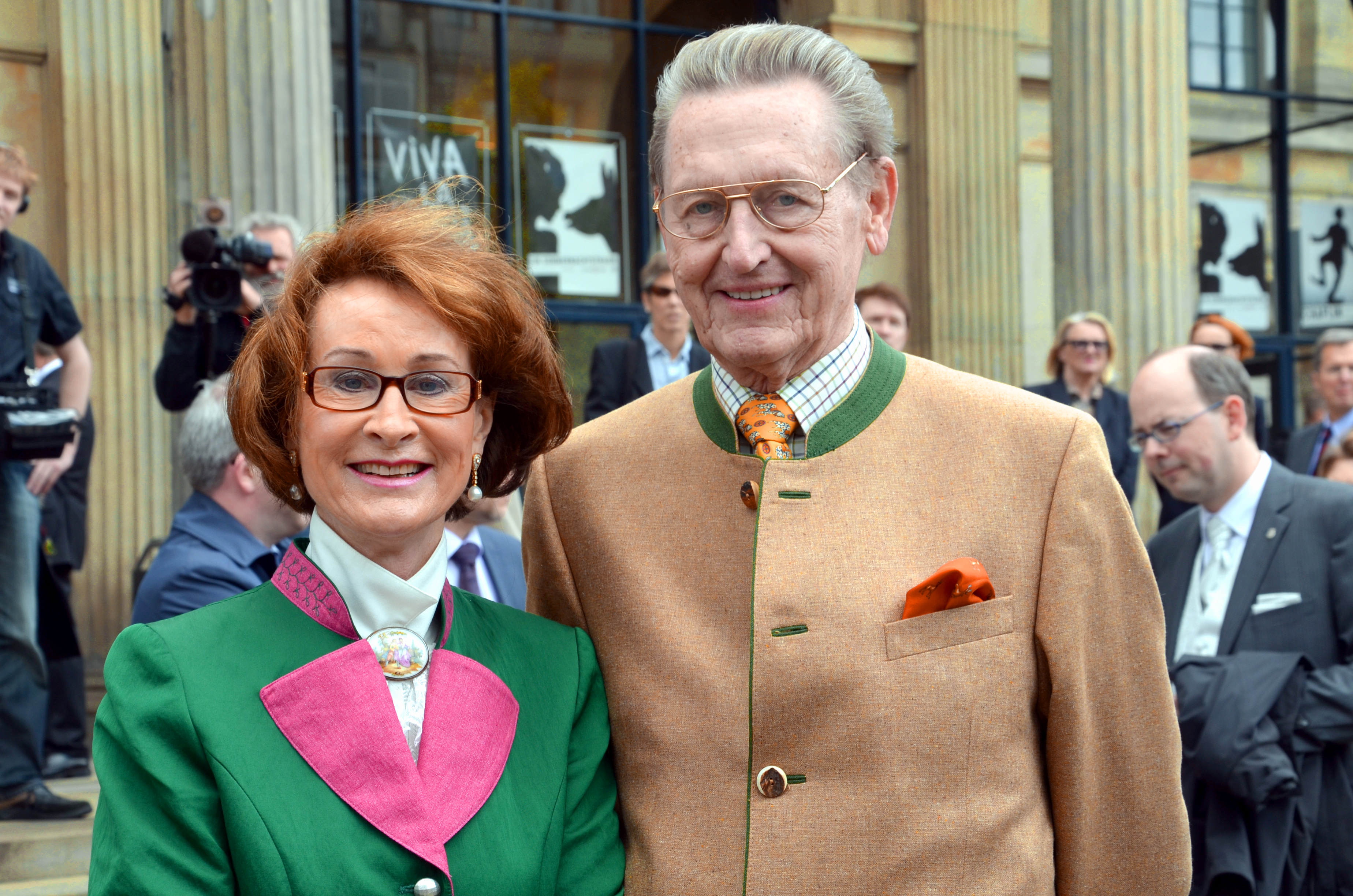
Johann-Tönjes Cassens mit Ehefrau, 2014

Johann-Tönjes Cassens (* 30. Oktober 1932 in Aurich-Oldendorf; † 19. August 2022 in Hannover) war ein deutscher Jurist und Politiker (CDU).

## Biografie

### Ausbildung und Beruf
Cassens wurde als Sohn eines Kaufmanns geboren. Nach dem Abitur im Jahr 1952 am Gymnasium in Aurich absolvierte er zunächst ein Praktikum beim DGB und nahm 1953 ein Studium der Rechts- und Staatswissenschaften an den Universitäten in Freiburg im Breisgau und Kiel auf, das er 1957 mit dem ersten Staatsexamen beendete. Zwischen 1957 und 1961 legte er sein juristisches Referendariat in Schleswig-Holstein sowie in Berlin ab. Zwischen 1959 und 1960 besuchte er die Hochschule für Verwaltungswissenschaften in Speyer.
Er machte 1961 sein zweites juristisches Staatsexamen vor dem Hanseatischen Oberlandesgericht in Hamburg und begann mit der Promotion zum Dr. jur., die er erfolgreich beendete. Anschließend war er bis 1962 Mitglied in der Geschäftsführung der Vereinigung der Arbeitgeberverbände in Bremen. Von 1962 bis 1981 war er als selbständiger Rechtsanwalt und Notar in Bremen tätig. Später arbeitete er in gleicher Funktion in Celle und lebte privat in Hannover.

### Politik

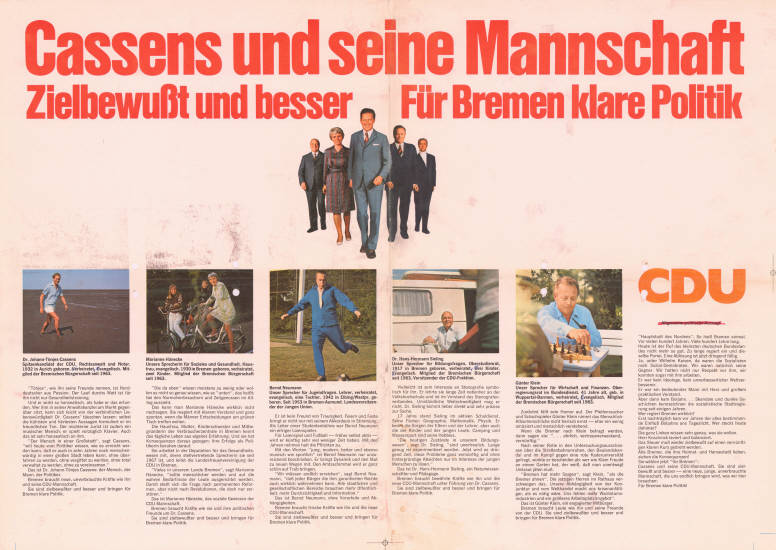
Plakat „Cassens und seine Mannschaft [...]“ zur Bürgerschaftswahl in Bremen 1971

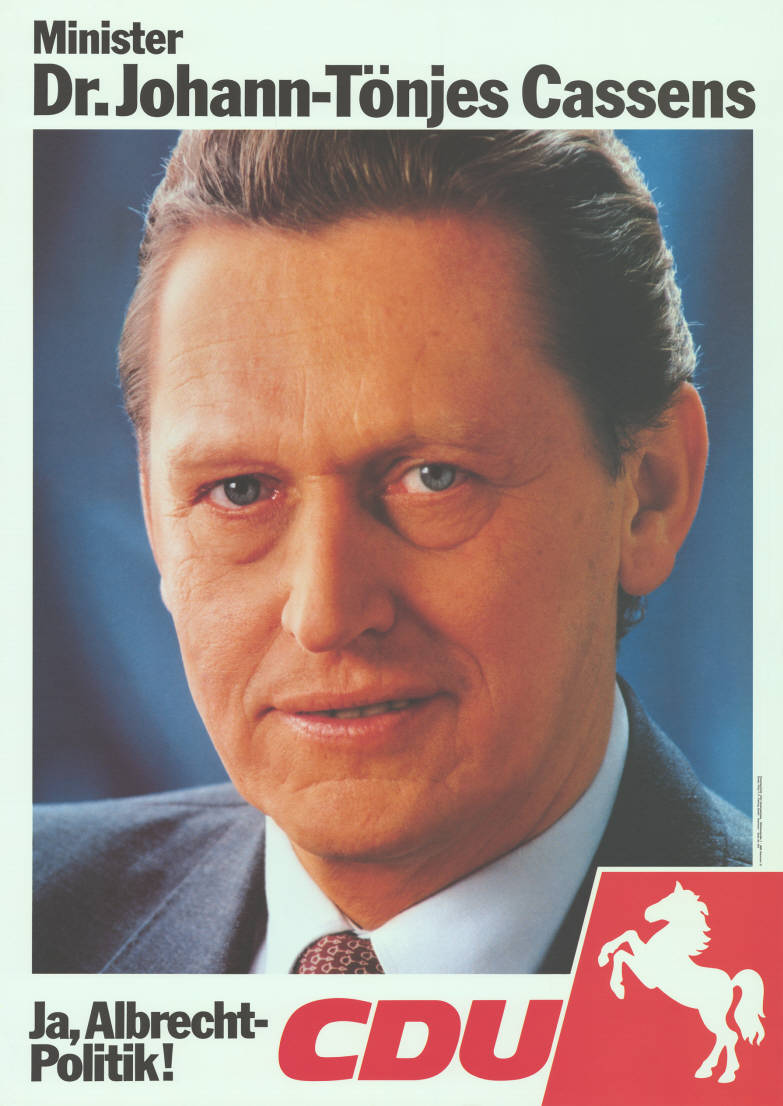
Johann-Tönjes Cassens als niedersächsischer Minister für Wissenschaft und Kunst auf einem Wahlplakat der CDU 1986

Cassens trat 1961 in die CDU ein. Er war von 1962 bis 1967 Landesgeschäftsführer der CDU Bremen sowie Leiter des dortigen Verlages für Staatsbürgerkunde. Zwischen 1968 und 1972 war er Mitglied des Bundesparteigerichts seiner Partei.
Cassens gehörte von 1963 bis 1981 der Bremischen Bürgerschaft an und war dort von 1971 bis 1981 stellvertretender Vorsitzender der CDU-Fraktion und ferner Vorsitzender des Arbeitskreises Innen- und Rechtspolitik der CDU-Fraktion in der Bürgerschaft. Bei den Wahlen zur Bremischen Bürgerschaft 1971 wurde er als Spitzenkandidat der CDU aufgestellt, konnte sich aber nicht gegen den SPD-Kandidaten Hans Koschnick durchsetzen, jedoch Stimmen für die CDU dazugewinnen. Vom 21. Juni 1986 bis 1998 war er Mitglied der 11. bis 13. Wahlperiode des Niedersächsischen Landtages. Hier wurde er am 14. Januar 1992 zum Vorsitzenden des Ausschusses für Rechts- und Verfassungsfragen gewählt.

### Minister in Niedersachsen
Cassens wurde am 20. Mai 1981 als Minister für Wissenschaft und Kunst in die von Ministerpräsident Ernst Albrecht geführte Regierung des Landes Niedersachsen berufen. In dieser Zeit war er mitverantwortlich für den Kauf des Evangeliars Heinrichs des Löwen im Jahre 1983. Für die Universität Hannover erwarb er das ehemalige Verwaltungshochhaus der Continental AG in Hannover, in dem heute die juristische und die wirtschaftswissenschaftliche Fakultät mitsamt Bibliothek untergebracht sind.
Nach der Wahlniederlage der CDU bei den Landtagswahlen 1990 schied er am 21. Juni 1990 aus der Regierung aus und wurde in seinem Ministeramt von Helga Schuchardt (parteilos) abgelöst.

### Schriftsteller
Als Schriftsteller veröffentlichte Johann-Tönjes Cassens 2018 unter dem Titel Kampf in Rom um Reformen mit Bezugnahme auf durch Papst Franziskus angestoßene Glaubensfragen im Vatikan „eine Bibelkunde der ganz besonderen Art“.

### Weitere Mitgliedschaften
Cassens war seit dem Studium Mitglied der Burschenschaft Saxo-Silesia Freiburg.

### Ehrungen und Auszeichnungen
- Verdienstorden der Bundesrepublik Deutschland (Großes Verdienstkreuz), 1984
- Justus-Möser-Medaille der Stadt Osnabrück, 2003

## Trivia
Zur Zeit des Wahlkampfes in Bremen 1971 wohnten der Bürgermeister Koschnick und Cassens im selben Haus, aber in unterschiedlichen Wohnungen.

## Schriften (Auswahl)
- Die Bedeutung des gegliederten Schadensbegriffs für die Berücksichtigung hypothetischer Schadensereignisse. Dissertation vom 7. Dezember 1961 an der Rechts- und Staatswissenschaftlichen Fakultät der Universität Kiel, 1961.
- Johann-Tönjes Cassens et al.: Hermann Conring (1606–1681). Ein ostfriesischer Gelehrter von europäischem Rang. Ausstellungskatalog, Druck und Verlag Soltau, Ostfriesischer Kurier, Norden 1982, ISBN 3-922365-27-2.
- Kunst und Recht (= Justiz und Recht, Bd. 2), mit Beiträgen von Johann-Tönjes Cassens und anderen. Juristischer Verlag C.F. Müller, Heidelberg 1985, ISBN 3-8114-2285-5.
- Rettung zweier Kulturschätze aus dem Welfenbesitz, Darlegungen zum Evangeliar Heinrichs des Löwen und zur welfischen Münzsammlung, PDF-Dokument, Hannover 2015.
- 1965–2015. Geschichte in Geschichten. Helmholtz-Zentrum für Infektionsforschung. Döring Druck, Braunschweig 2015, ISBN 978-3-00-049710-0, darin S. 62 ff.: Interview mit Minister a. D. Johann-Tönjes Cassens Highlight Weiße Biotechnologie.
- Diener zweier Bundesländer – Eine bewegte Lebensgeschichte. Frankfurter Literaturverlag, Frankfurt 2017, ISBN 978-3-8372-2084-1 (Autobiographie).[5]
- Kampf in Rom um Reformen – Glaube und Verstehen in historischer Entwicklung. August von Goethe Literaturverlag, Frankfurt am Main 2018, ISBN 978-3-8372-2159-6.
- Mord aus Staatsraison - Die Affäre Königsmarck. MatrixMedia, Göttingen 2019, ISBN 978-3-946891-08-6.